# Filmprijs van de Stad Utrecht
De Filmprijs van de Stad Utrecht is een Nederlandse filmprijs die sinds 1985 jaarlijks wordt uitgereikt tijdens het Nederlands Film Festival (NFF) in Utrecht. De prijs is een gezamenlijk initiatief van de gemeente Utrecht en het NFF. De prijs is bedoeld als aanmoedigingsprijs voor beginnende filmmakers die een eerste professionele film hebben gerealiseerd. De onderscheiding maakt deel uit van de NFF Debuutcompetitie. De prijs wordt uitgereikt door de burgemeester van Utrecht.

## Geschiedenis
De prijs werd ingesteld in 1985. Aanvankelijk was de prijs nog niet als aanmoedigingsprijs bedoeld. De winnaar van 1985 was Rijk de Gooyer. Hij kreeg de prijs, als geboren Utrechter, uitgereikt voor zijn 30-jarig acteurschap. In 1986 ging de prijs naar Jos Stelling, oprichter van de Nederlandse Filmdagen (zoals het NFF aanvankelijk heette). In 1987 won Jan de Vaal, oprichter van het Nederlands Historisch Filmarchief, de prijs. Vanaf 1988 werd de prijs nog uitsluitend uitgereikt aan debuterende filmmakers.

## Prijs
Een onafhankelijke vakjury selecteert drie genomineerden uit de ingezonden debuutfilms. Tijdens het festival wordt één winnaar uitgeroepen.  De prijs bestaat uit een geldbedrag van €7.500, een oorkonde en een kunstwerk. Sinds 2020 wordt het kunstwerk De Gouden Berg, ontworpen door kunstenaar Noor Nuyten uitgereikt. Dit kunstwerk bevat elementen van vermalen filmcamera’s en 24-karaats goudstof.

## Winnaars vanaf 1988
- 1988: Barbara, Frans, Ineke en jij – Marcel Siegmund[6][7]
- 1989: In krakende welstand – Mijke de Jong[8]
- 1990: Mama calle – Arjanne Laan[9]
- 1991: De tranen van Maria Machita – Paul Ruven
- 1992: Siki – Niek Koppen
- 1993: Het is een schone dag geweest – Jos de Putter
- 1994: De tunnel – Dee Andrea
- 1995: Zusje – Robert Jan Westdijk
- 1996: De zilveren pijl – Mart Dominicus
- 1997: Dat u in interessante tijden moge leven – Fiona Tan
- 1998: Lolamoviola - Venus – Dylan de Jong
- 1999: Suzy Q – Martin Koolhoven
- 2000: Achter gesloten ogen – Duco Tellegen
- 2001: Îles Flottantes – Nanouk Leopold
- 2002: Wheels of fortune – Wilko Bello
- 2003: Untertage – Jiska Rickels
- 2004: Twee dromen – Arend Steenbergen
- 2005: Communekind – Maroesja Perizonius
- 2006: Doodeind – Erwin van den Eshof
- 2007: The bird can't fly – Threes Anna
- 2008: The seven of Daran: The battle of Pareo Rock – Lourens Blok
- 2009: Roos Rebergen - "weet ik niet zo goed" – Bas Berkhout
- 2010: Bukowski – Daan Bakker
- 2011: When the war ends – Thijs Schreuder[10]
- 2012: Interzone - Gedichten van Bart Chabot – Jeroen S. Rozendaal
- 2013: Dagboeken van een olifant – Janina Pigaht
- 2014: Waterlijken – Nelleke Koop
- 2015: De alchemisten – Jona Honer
- 2016: De lengte van liefde – Anna Peeters
- 2017: Genderbende – Sophie Dros
- 2018: Cheek to cheek – Malou Wagenmaker en Bo van der Meer
- 2019: Bruce Lee & the outlaw – Joost Vandebrug
- 2020: Portret van een mislukt schrijver – Joris Koptod Nioky[11]
- 2021: The stroke – Vincent de Boer
- 2022: Master of Light – Rosa Ruth Boesten
- 2023: Het leven is niet kort genoeg – Joey Benistant
- 2024: De Jackies – Elvira Porcedda